# Batalla de Narva (1944)
La batalla de Narva (en estonio: Narva lahing; en alemán: Schlacht bei Narva; en ruso: Битва за Нарву) fue una campaña militar de la Segunda Guerra Mundial, que duró del 2 de febrero al 10 de agosto de 1944, en la que el Destacamento del Ejército Narva alemán y el Frente de Leningrado soviético lucharon por la posesión del istmo de Narva, de gran importancia estratégica.
La batalla tuvo lugar en la sección norte del frente oriental y se compuso de dos fases principales: la batalla por la cabeza de puente de Narva (febrero a julio de 1944), y la batalla de la línea Tannenberg (julio-agosto de 1944). La ofensiva soviética de Kingisepp-Gdov y las ofensivas de Narva (del 15 al 28 de febrero, del 1 al 4 de marzo y del 18 al 24 de marzo) formaron parte de la campaña de primavera - invierno del Ejército Rojo de 1944. Siguiendo la estrategia de «frente amplio» de Iósif Stalin, estas batallas coincidieron con la Ofensiva Dniéper-Cárpatos (diciembre de 1943-abril de 1944) y la Ofensiva Lvov-Sandomierz (julio-agosto de 1944). Varios voluntarios extranjeros y reclutas estonios locales participaron en la batalla como parte de las fuerzas alemanas integradas en el Grupo de Ejércitos Norte. Al dar su apoyo a las ilegales órdenes de conscripción alemanas, el clandestino Comité Nacional de la República de Estonia esperaba recrear un ejército nacional y restaurar la independencia del país.
Como continuación de la ofensiva de Leningrado-Novgorod de enero de 1944, la operación soviética en Estonia hizo retroceder el frente hacia el oeste hasta el río Narva, con el objetivo final de destruir el Destacamento del Ejército Narva y adentrarse profundamente en Estonia. Las unidades soviéticas establecieron una serie de cabezas de puente en la orilla occidental del río en febrero, mientras que los alemanes mantuvieron una cabeza de puente en la orilla oriental. Los intentos posteriores de expandir el punto de apoyo soviético fracasaron. Los contraataques alemanes aniquilaron las cabezas de puente al norte de Narva y redujeron la cabeza de puente al sur de la ciudad, estabilizando el frente hasta julio de 1944. La ofensiva soviética de Narva (julio de 1944) llevó a la captura de la ciudad después de que las tropas alemanas se retiraran hacia la línea Tannenberg. Línea de defensa situada en las colinas de Sinimäed, a 16 kilómetros al oeste de Narva. En la Batalla de la Línea Tannenberg que siguió, el grupo de ejércitos alemán se mantuvo firme. El principal objetivo estratégico de Stalin, una rápida recuperación de Estonia como base para posteriores ataques aéreos y marítimos contra Finlandia y una invasión de Prusia Oriental, no se logró. Como resultado de la dura defensa de las fuerzas alemanas, el esfuerzo bélico soviético en la región del Mar Báltico se vio obstaculizado durante siete meses y medio.

## Antecedentes

### Terreno
El terreno desempeñó un papel importante en las operaciones alrededor de Narva. La elevación sobre el nivel del mar en el área rara vez supera los 100 metros, y la tierra está atravesada por numerosos cursos de agua, incluidos los ríos Narva y Plyussa. La mayor parte de la tierra en la región está cubierta de bosques y grandes pantanos que inundan áreas de baja elevación. El efecto del terreno en las operaciones fue de canalización; debido a los pantanos, solo ciertas áreas eran adecuadas para el movimiento de tropas a gran escala.
En una escala estratégica, había un cuello de botella natural entre la orilla norte del lago Peipus y el golfo de Finlandia. La franja de tierra de apenas 45 kilómetros de ancho estaba completamente atravesada por el río Narva e incluía grandes áreas silvestres. Las principales rutas de transporte, la carretera y el ferrocarril Narva-Tallin, discurrían en un eje este-oeste cerca y paralelas a la costa. No había otras rutas de transporte este-oeste en la región capaces de sostener el movimiento de tropas a gran escala.

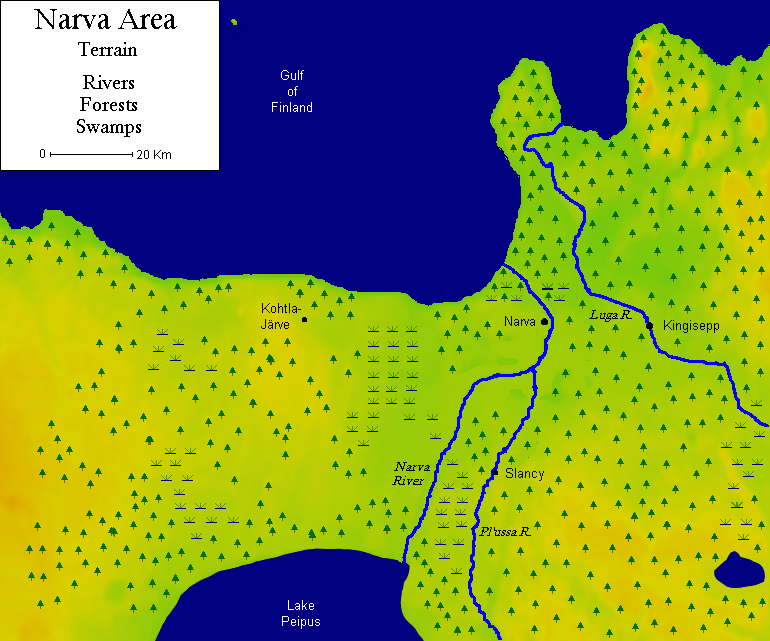
El terreno del istmo de Narva está dominado por agua, pantanos y bosques.

### Objetivos soviéticos
Para 1944, era una práctica bastante rutinaria para el Stavka asignar nuevas y cada vez más ambiciosas misiones a sus frentes operativos mientras las Fuerzas Armadas soviéticas realizaban importantes operaciones ofensivas. La razón era que la presión implacable podría desencadenar un colapso alemán. Para la campaña de invierno de 1943/1944, Stalin ordenó al Ejército Rojo que realizara grandes ataques a lo largo de todo el frente soviético-alemán, en una continuación de la estrategia de «Frente Amplio» que había seguido desde el comienzo de la guerra. Eso estaba en línea con su razonamiento de larga data de que, si el Ejército Rojo aplicaba presión en todo el frente, era más probable que las defensas alemanas se rompieran al menos en una sección. La campaña de invierno soviética incluyó grandes asaltos a lo largo de toda la extensión del frente en Ucrania, Bielorrusia y la Línea Panther alemana, en la región del Mar Báltico.
Atravesar el istmo de Narva, situado entre el golfo de Finlandia y el lago Peipus, fue de gran importancia estratégica para las Fuerzas Armadas soviéticas. El éxito en la operación de Estonia habría proporcionado una ruta sin obstáculos para avanzar a lo largo de la costa hasta Tallin, lo que obligaría al Grupo de Ejércitos Norte alemán a evacuar completamente Estonia, si no quería ser cercado. Para la Flota del Báltico, atrapada en la bahía oriental del Golfo de Finlandia, Tallin era la salida más cercana al Mar Báltico. La expulsión del Grupo de Ejércitos Norte de Estonia habría hecho que Finlandia fuera objeto de ataques aéreos y anfibios procedentes de bases estonias. La perspectiva de una invasión de Prusia Oriental a través de Estonia atrajo aún más a Stavka, ya que podría detener la resistencia alemana. Con la participación de Leonid Góvorov, comandante del Frente de Leningrado, y Vladímir Tríbuts, comandante de la Flota del Báltico, se preparó un plan para destruir el Grupo de Ejércitos Norte. Stalin ordenó la captura de Narva a toda costa a más tardar el 17 de febrero.

Es obligatorio que nuestras fuerzas tomen Narva a más tardar el 17 de febrero de 1944. Esto es necesario tanto por razones militares como políticas. Es lo más importante ahora mismo. Exijo que tomes todas las medidas necesarias para liberar Narva a más tardar en el período indicado.
 (firmado) Iósif Stalin

Después del fracaso del Frente de Leningrado, Stalin emitió una nueva orden el 22 de febrero: romper la defensa del Destacamento Narva, dar un golpe en Pärnu, eliminar las fuerzas alemanas en Estonia, dirigir dos ejércitos en el sureste de Estonia, seguir atravesando Letonia, y abrir el camino a Prusia Oriental y Europa Central. El mismo día, la Unión Soviética presentó a Finlandia duras condiciones de paz. Si bien Finlandia consideró que los términos eran inaceptables, la guerra que se libraba en torno a ellos parecía lo suficientemente peligrosa como para mantener a los finlandeses negociando. Para influir en Finlandia, Stalin necesitaba tomar Estonia. Su deseo se convirtió en una orden a los comandantes del Frente de Leningrado. Después de los refuerzos en marzo de 1944, el frente de Narva adquirió la mayor concentración de fuerzas en cualquier punto del frente oriental.

### Despliegue soviético

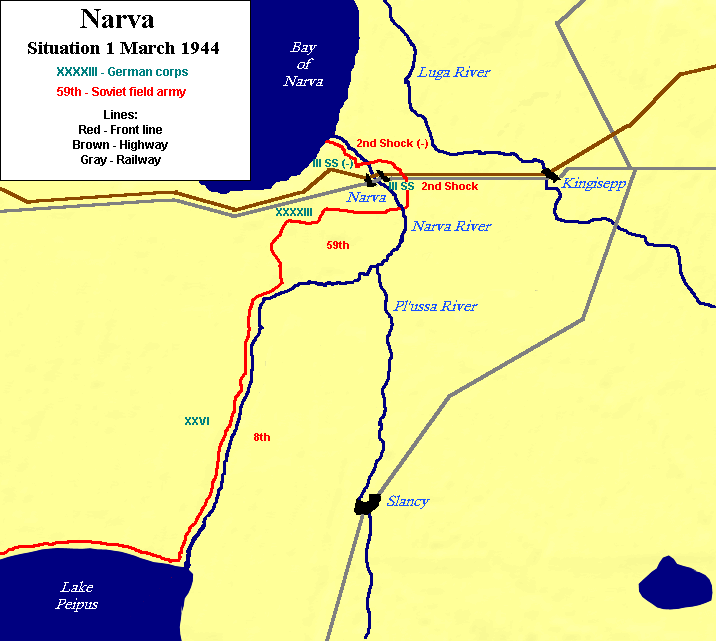
Situación alrededor de Narva en marzo de 1944

Tres ejércitos soviéticos se desplegaron en lo que fue la máxima concentración de fuerzas soviéticas en marzo de 1944. El 2.º Ejército de Choque se colocó al norte de Narva, el 59.º Ejército al sur de Narva y el 8.º Ejército al sur del 59.º Ejército, a lo largo de los 50 kilómetros de largo del río Narva. Río que se extiende hasta el lago Peipus. Ninguna fuente ha publicado información detallada sobre el tamaño de las fuerzas soviéticas en el frente de Narva durante la campaña soviética de invierno-primavera. Es imposible dar una visión general de la fuerza soviética hasta que la información de archivo del Ejército Rojo se publique o se ponga a disposición de los investigadores no rusos. El historiador estonio Hannes Walter ha estimado el número de tropas soviéticas en la Batalla de Narva en 205 000, lo que concuerda con el número de divisiones, multiplicado por el tamaño de las divisiones asumido por el historiador estonio Mart Laar. El orden de batalla del Frente de Leningrado, a partir del 1 de marzo de 1944, era:
Frente de Leningrado, comandante general del ejército Leonid Góvorov, jefe de Estado Mayor, teniente general Dmitri Gúsev:

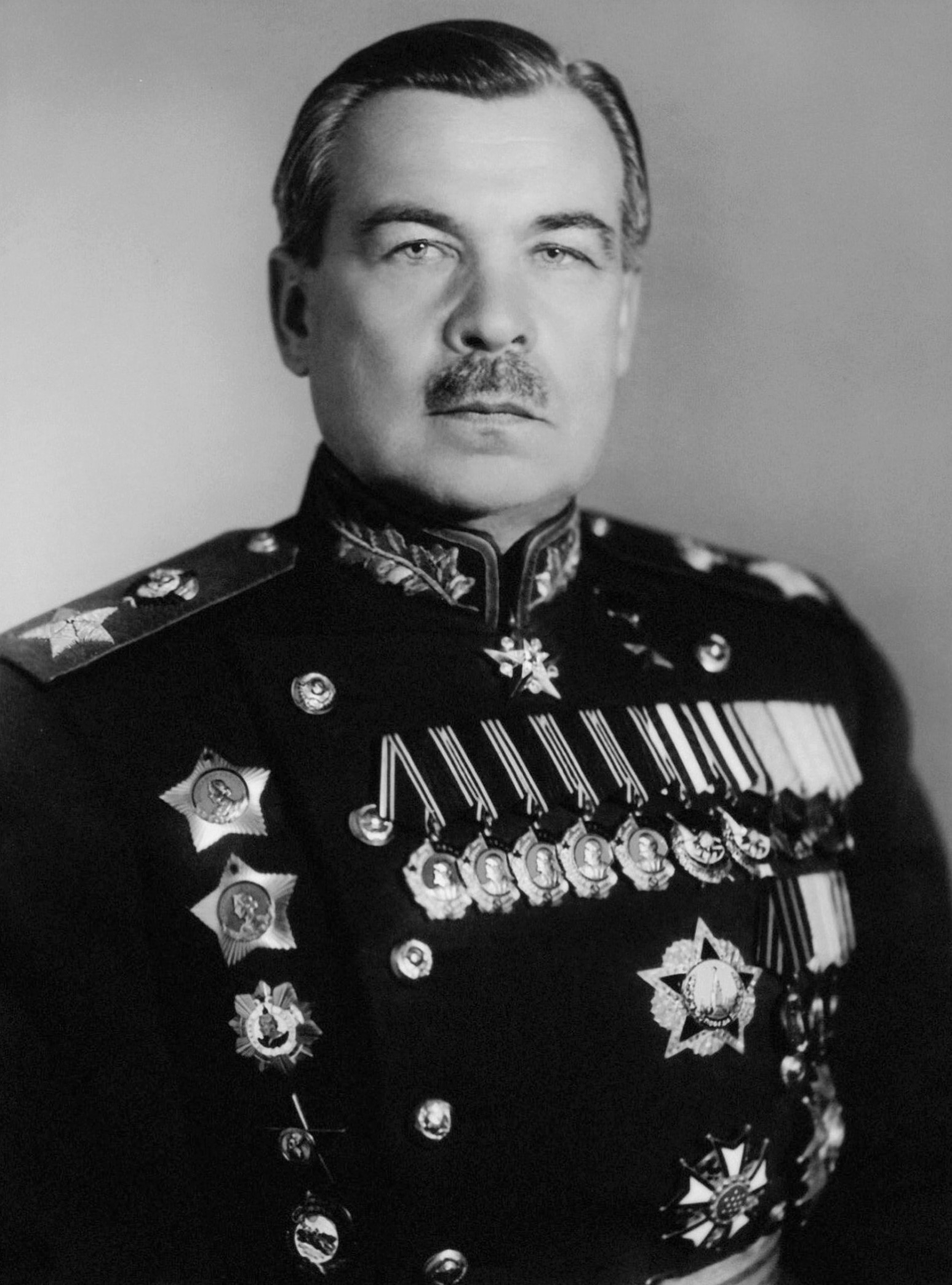
General del ejército Leonid Góvorov, comandante del Frente de Leningrado

- 2.º Ejército de Choque, comandante teniente general Iván Fediúninski
  - 43.° Cuerpo de Fusileros, comandante mayor general Anatoli Andreyev
  - 109.° Cuerpo de Fusileros, comandante mayor general Iván Alferov
  - 124.° Cuerpo de Fusileros, comandante mayor general Voldemar Damberg
- 8.º Ejército, comandante teniente general Filipp Stárikov
  - 6.º  Cuerpo de Fusileros, comandante mayor general Semión Mikulski
  - 112.º Cuerpo de Fusileros, comandante mayor general Filipp Solovev
- 59.º Ejército, comandante teniente general Iván Koróvnikov
  - 117.º Cuerpo de Fusileros, comandante mayor general Vasili Trubachev
  - 122.º Cuerpo de Fusileros, comandante mayor general Panteleimon Zaitsev

Destacamentos independientes:
- 8.º Cuerpo de Fusileros de Estonia, comandante teniente general Lembit Pärn.[12]
- 14.º Cuerpo de Fusileros, comandante mayor general Pável Artiushenko
- 124.º División de Fusileros, comandante coronel Mijaíll Papchenko
- 30.º Cuerpo de Fusileros de Guardias, comandante teniente general Nikolái Simoniak
- 46.º, 260.º y 261.º regimientos independientes de tanques pesados de la guardia y el 1902.º Regimiento Independiente de Artillería Autopropulsada.[13]
- 3.er Cuerpo de Artillería de Ruptura, comandante mayor general N. N. Zhdanov
- 3.er Cuerpo de Tanques de la Guardia, comandante mayor general I. A. Vovchenko

Al comienzo de la ofensiva de Narva (julio de 1944), el Frente de Leningrado desplegaba 136 830 soldados, 150 tanques, 2500 cañones de asalto y más de 800 aviones.

### Objetivos alemanes y finlandeses
El Alto Mando del Ejército Alemán (OKH) creía que era crucial estabilizar el frente en el río Narva. Un avance soviético aquí habría significado la pérdida de la costa norte de Estonia y, con ella, la pérdida del control del Golfo de Finlandia, dando acceso al Mar Báltico a la flota soviética del Báltico. Un avance de la flota habría amenazado el control alemán de todo el Mar Báltico y el envío de importaciones de mineral de hierro de Suecia. La pérdida de Narva habría significado que el combustible derivado de los depósitos de esquisto bituminoso adyacentes de Kohtla-Järve (32 kilómetros al oeste de Narva en la costa) se negaría a la maquinaria de guerra alemana. Como dijo el coronel general Georg Lindemann en su orden de día a la 11.ª División de Infantería:

Estamos parados en la frontera de nuestra tierra natal. Cada paso hacia atrás llevará la guerra por aire y mar a Alemania.

Mientras Finlandia negociaba la paz con la Unión Soviética, el OKH se concentraba en el frente de Narva, utilizando todos los medios para convencer al Comando de Defensa finlandés, al mando del mariscal Carl Gustaf Emil Mannerheim, de que las defensas alemanas resistirían. El mando alemán informó detalladamente a sus colegas finlandeses sobre los acontecimientos en el frente de Narva mientras una delegación del Mando de Defensa de Finlandia visitaba Narva en la primavera de 1944. Además de ser un corredor estrecho muy adecuado para la defensa, el terreno en el área de Narva estaba dominado por bosques y pantanos. Directamente detrás del río Narva se encuentra la ciudad homónima, idealmente posicionada como un bastión desde el cual las fuerzas defensoras podrían influir en el combate tanto al norte como al sur de la ciudad a lo largo del valle del río.
Esta posición era el segmento norte de la Línea Panther alemana y era donde el Generalfeldmarschall Georg von Küchler, al mando del Grupo de Ejércitos Norte, había querido establecer la línea de defensa principal antes de la Ofensiva soviética de Leningrado-Nóvgorod. Hitler inicialmente se negó y ordenó a von Küchler que mantuviera sus posiciones iniciales, cuando este se vio imposibilitado para obedecer tan fantásticas órdenes, fue sustituido por el Generalfeldmarschall Walter Model como comandante del Grupo de Ejércitos Norte. Model estuvo de acuerdo con Küchler y, como uno de los favoritos de Hitler, también se le permitió más libertad de acción. Usando esa libertad a su favor, Model logró el permiso de Hitler para retroceder y comenzó a establecer una nueva línea a lo largo del río Narva, con una fuerte cabeza de puente en la orilla este de Ivángorod. Esto apaciguó a Hitler y siguió el procedimiento operativo estándar alemán para defender la línea de un río. El 1 de febrero de 1944, el Alto Mando del Grupo de Ejércitos Norte encargó al Grupo Sponheimer (rebautizado como Destacamento del Ejército Narvá el 23 de febrero) que defendiera a toda costa el segmento de la Línea Panther en el istmo entre el Golfo de Finlandia y el lago Peipus. Después del éxito soviético inicial, Stalin presentó a Finlandia sus términos para un tratado de paz el 8 de febrero de 1944. Sin embargo, debido a las duras condiciones soviéticas y a las victorias defensivas alemanas desde mediados de febrero hasta abril, Finlandia puso fin a las negociaciones el 18 de abril de 1944.

### Objetivos del movimiento de resistencia de Estonia

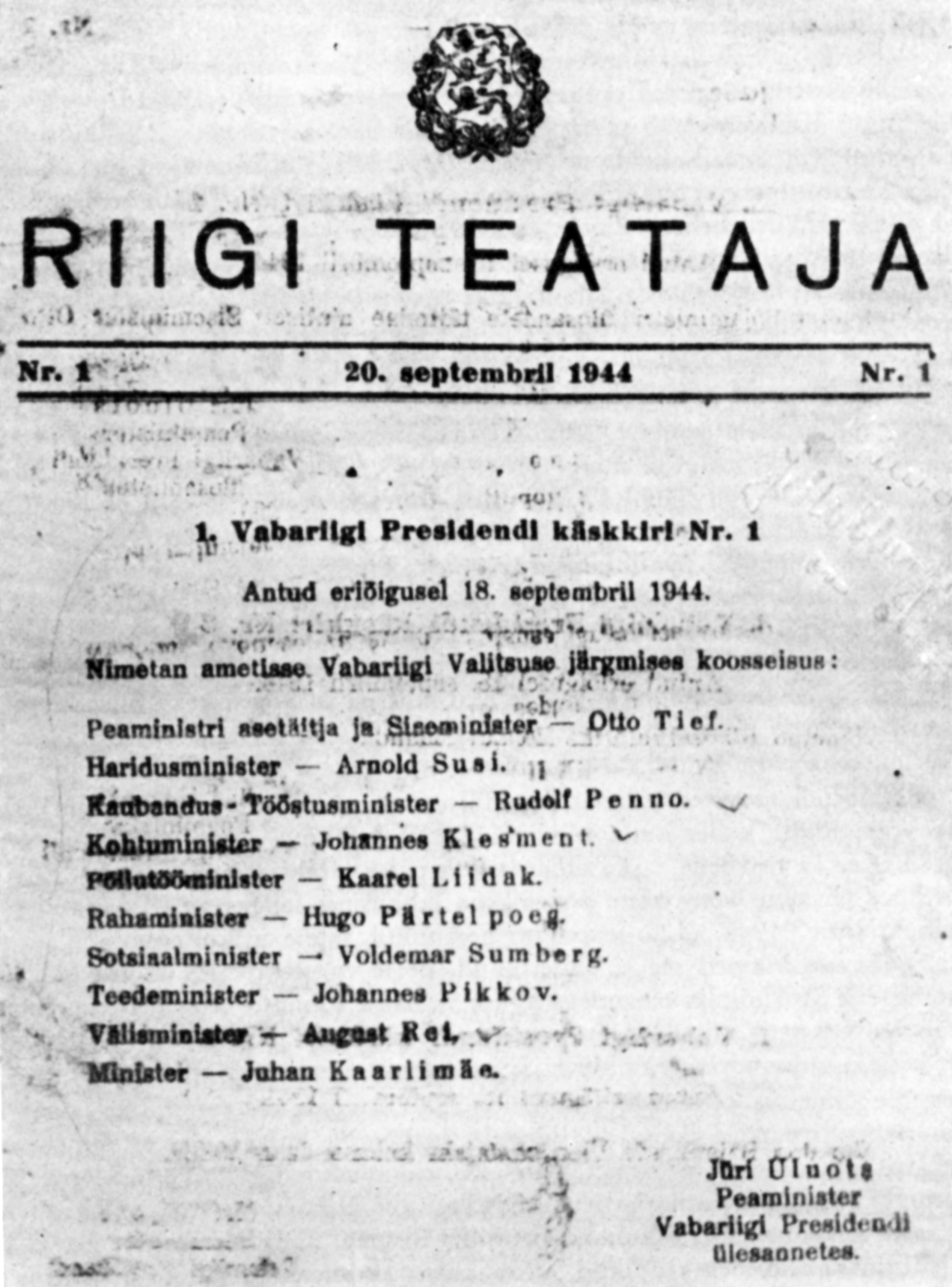
La proclamación del 18 de septiembre de 1944 del Gobierno de Estonia en Riigi Teataja (Boletín oficial)

Durante el curso de la ocupación de Estonia por la Alemania nazi, las expectativas de Estonia de recuperar su independencia comenzaron a disminuir. De conformidad con la Constitución de Estonia, formalmente aún en vigor, los políticos estonios formaron un Comité Nacional clandestino de la República de Estonia, que se reunió el 14 de febrero de 1944. Como el presidente Konstantin Päts fue encarcelado por las autoridades soviéticas, el jefe de Estado interino, según la Constitución, era el ex Primer Ministro Jüri Uluots. La Administración de Estonia designada por Alemania había realizado previamente varias llamadas de movilización general sin éxito, que eran ilegales según las condiciones estipuladas en las Conferencias de La Haya de 1899 y 1907 y a las que se opusieron los Uluots.
El llamamiento al servicio militar obligatorio recibió un cierto apoyo popular y la movilización reunió una fuerza de unos 38.000 hombres, que se agruparon en siete regimientos de guardias fronterizos y la ficticiamente llamada 20.ª División de Granaderos SS (Estonia n.º 1), comúnmente conocida entre las Fuerzas Armadas alemanas como la División de Estonia. Combinado con el Regimiento Finlandés de Infantería n.º 200 (formado por estonios voluntarios en el ejército finlandés) y los reclutas dentro de las Waffen SS, un total de 70 000 soldados estonios estaban luchando bajo las armas alemanas en 1944.

### Formación del Destacamento del Ejército Narva
En febrero de 1944, los L y LIV cuerpos de ejército junto con el III SS Cuerpo Panzer (germánico) estaban en el flanco izquierdo del 18.º Ejército cuando se retiraron a Narva. El 4 de febrero, el Grupo Sponheimer fue liberado del 18.º Ejército y subordinado directamente al Grupo de Ejércitos Norte. En apoyo de las fuerzas ya existentes, Hitler ordenó traer refuerzos. Estos refuerzos consistieron en la División de granaderos Panzer Feldherrnhalle, con más de 10.000 soldados y su equipo, fue transportada por aire desde Bielorrusia a Estonia a través del aeródromo de Tartu el 1 de febrero. Una semana después, el 5.º Batallón de la División Panzergrenadier Großdeutschland llegó al frente. El Regimiento de Granaderos Gnesen (un regimiento ad hoc formado a partir de unidades del ejército de reemplazo en Polonia) fue enviado desde Alemania y llegó el 11 de febrero. Tres días después, la 214.º División de Infantería fue transferida desde Noruega.

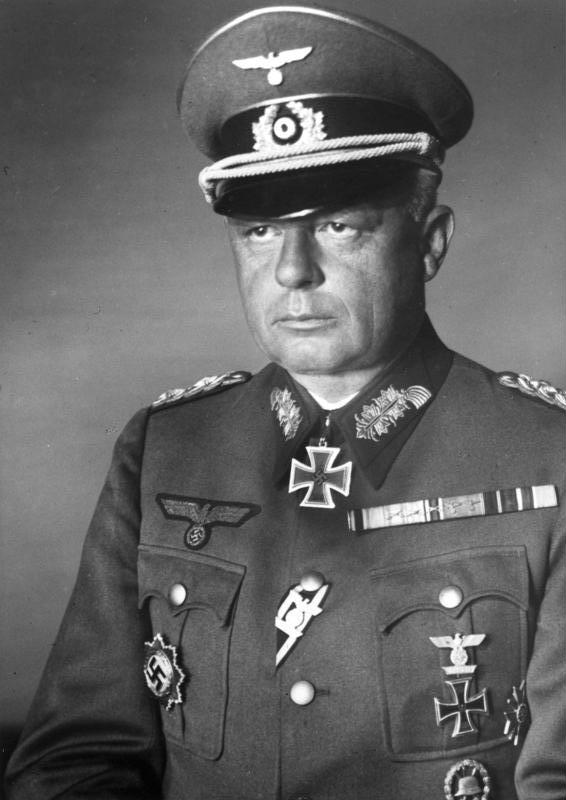
Generaloberst Johannes Friessner comandante del Destacamento del Ejército Narvá

Durante las siguientes dos semanas, se agregaron varias unidades al grupo, incluida la 11.ª División de Granaderos SS Nordland, varias divisiones de la Wehrmacht, la División de Estonia y la guardia fronteriza local de Estonia y los batallones de la Policía Auxiliar Estonia. El general de infantería Otto Sponheimer fue reemplazado por el general Johannes Frießner y el Grupo Sponheimer pasó a llamarse Destacamento del Ejército Narvá el 23 de febrero. El Grupo de Ejércitos Norte ordenó el despliegue del grupo el 22 de febrero en las siguientes posiciones: III Cuerpo Panzer SS desplegado en Narva, cabeza de puente de Ivangorod en la orilla este del río y al norte de Narva; el XXXXIII Cuerpo de Ejército contra la cabeza de puente de Krivasoo al sur de la ciudad; y el XXVI Cuerpo de Ejército al sector entre la cabeza de puente de Krivasoo y el lago Peipus. Al 1 de marzo de 1944, había un total de 123 541 efectivos subordinados al Grupo de Ejércitos Norte, en el siguiente orden de batalla:
Destacamento del Ejército Narva, comandante Generaloberst Johannes Friessner
- III SS Cuerpo Panzer (germánico), comandante SS-Obergruppenführer Felix Steiner
  - 11.ª División de Granaderos SS Nordland
  - 23.ª División de Granaderos Voluntarios SS Nederland
  - 20.ª División de Granaderos SS (Estonia n.º 1)
- XXVI Cuerpo de Ejército, comandante general Anton Grasser
  - 11.º División de Infantería
  - 58.º División de Infantería
  - 214.º División de Infantería
  - 225.º División de Infantería
  - 3.er Regimiento de la Guardia Fronteriza de Estonia (15 de abril)
- XXXXIII Cuerpo de Ejército, comandante General der Infanterie Karl von Oven
  - 61.º División de Infantería
  - 170.º División de Infantería
  - 227.º División de Infantería
  - 1.ª División de granaderos Panzer Feldherrnhalle
  - Regimiento de granaderos Gnesen

Unidades independientes:
- Sector este, defensa costera (el personal de la 2.ª División Antiaérea como cuartel general), comandante teniente general Alfons Luczny
  - Regimiento de Estonia "Reval"
  - 3 batallones de la Policía Auxiliar Estonia
  - 2 batallones de estonios del este

Otras unidades militares
- Artillery Command n.º 113
- Alto Comando de Pioneros N.º 32
- 502.º Batallón de Tanques Pesados
- 752.º Batallón Antitanque
- 540.º Batallón Especial de infantería (entrenamiento)

En el verano de 1944, la División Panzergrenadier Feldherrnhalle y siete divisiones de infantería fueron retiradas del Frente Narva, dejando 22 250 soldados en el lugar.

## Desarrollo de las operaciones

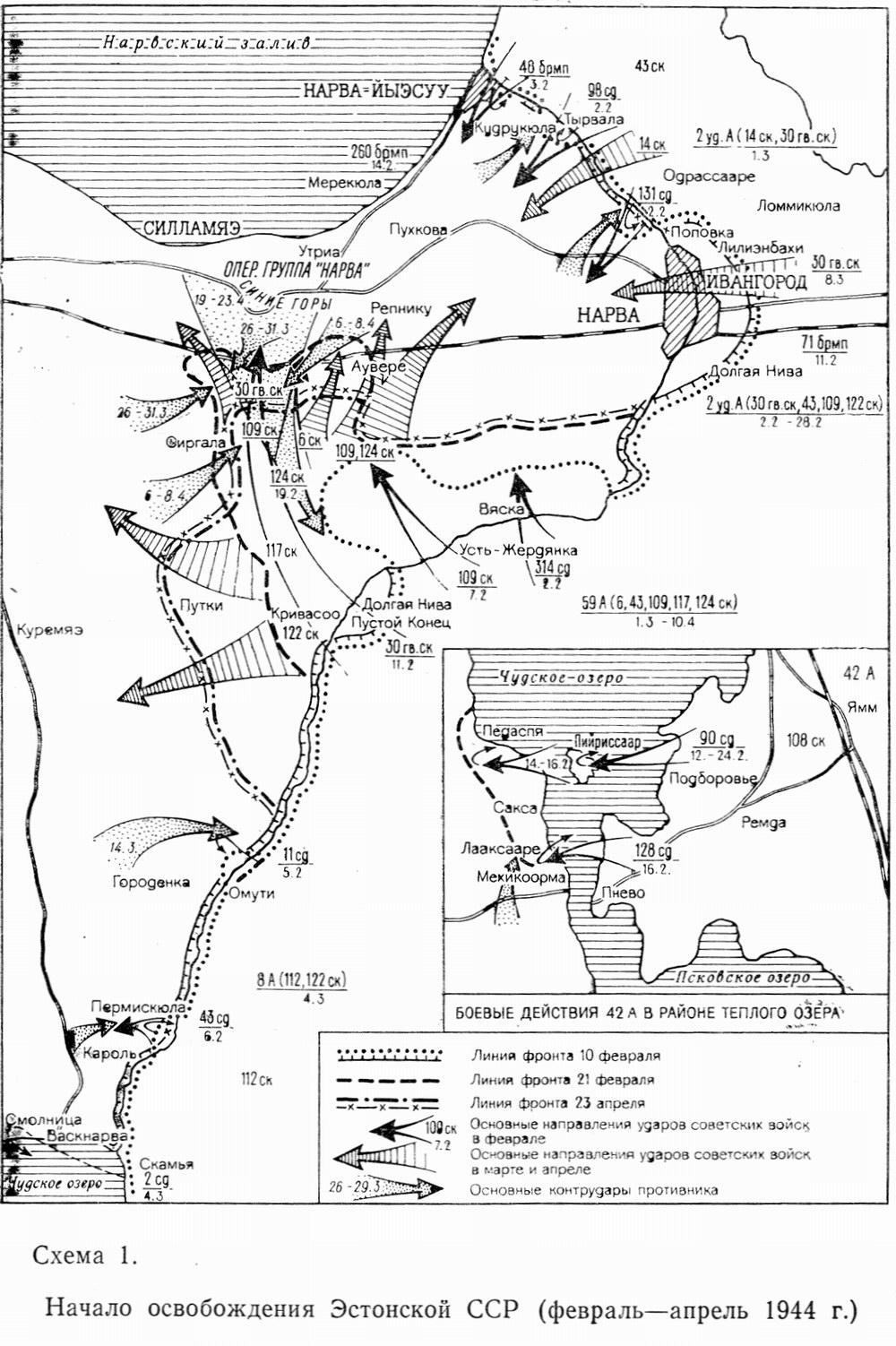
Mapa soviético del comienzo de la Operación Estonia, febrero - abril de 1944

### Formación de la cabeza de puente
Al lanzar la ofensiva Kingisepp-Gdov el 1 de febrero, el 109.° Cuerpo de Fusileros del 2.° Ejército de Choque soviético capturó la ciudad de Kingisepp el primer día de la ofensiva. El 18.º ejército alemán se vio obligado a ocupar nuevas posiciones en la orilla oriental del río Narva. Las unidades de avanzada del 2.º Ejército de Choque cruzaron el río y establecieron varias cabezas de puente en la orilla oeste al norte y al sur de la ciudad de Narva el 2 de febrero. El 2.º Ejército de Choque amplió la cabeza de puente en el Pantano Krivasoo al sur de Narva cinco días después, cortando temporalmente el Ferrocarril Narva-Tallin detrás del III Cuerpo Panzer SS. Govorov no pudo rodear al Grupo de Ejércitos Alemán más pequeño, que pidió refuerzos. Estos procedían principalmente de los estonios recién movilizados. Al mismo tiempo, el 108.º Cuerpo de Fusileros soviético desembarcó unidades en el lago Peipus, 120 kilómetros al sur de Narva, y estableció una pequeña cabeza de puente alrededor del pueblo de Meerapalu. Por coincidencia, el I. Batallón del 45.º Regimiento de Granaderos Voluntarios de las SS (1.° estonio), que se dirigía a Narva, llegó a la misma zona. Un batallón del 44.° Regimiento de Infantería (compuesto por soldados de Prusia Oriental), el I. Batallón del 1.° de Estonia y un escuadrón aéreo destruyeron la cabeza de puente soviética del 15 al 16 de febrero. La Operación de Desembarco de Mereküla se llevó a cabo cuando la 260.º Brigada de Infantería Naval Independiente de 517 efectivos desembarcó en el distrito costero de Mereküla detrás de las líneas del Grupo Sponheimer. Sin embargo, la unidad fue destruida casi por completo.

### Ofensiva de Narvá, del 15 al 28 de febrero y de 1 al 4 de marzo
El 30.° Cuerpo de Fusileros de la Guardia soviético y el 124.° Cuerpo de Fusileros lanzaron una nueva Ofensiva de Narva el 15 de febrero. La resistencia de las unidades del Grupo Sponheimer agotó al ejército soviético, que detuvo su ofensiva. Ambos bandos usaron la pausa para traer fuerzas adicionales. Los nuevos 45.º y 46.º Regimientos de Granaderos Voluntarios de las SS (1.° y 2.° estonio) acompañados por unidades de la División Nordland destruyeron las cabezas de puente soviéticas al norte de Narva el 6 de marzo. El recién llegado 59.º Ejército atacó hacia el oeste desde los pantanos de Krivasoo y rodeó los puntos fuertes de la 214.ª División de Infantería y los 658.º y 659.º Batallones del Este de Estonia. La fuerte resistencia de las unidades rodeadas le dio tiempo al mando alemán para movilizar todas las fuerzas disponibles y detener el avance de las unidades del 59.º Ejército soviético.

### Del 6 al 24 de marzo

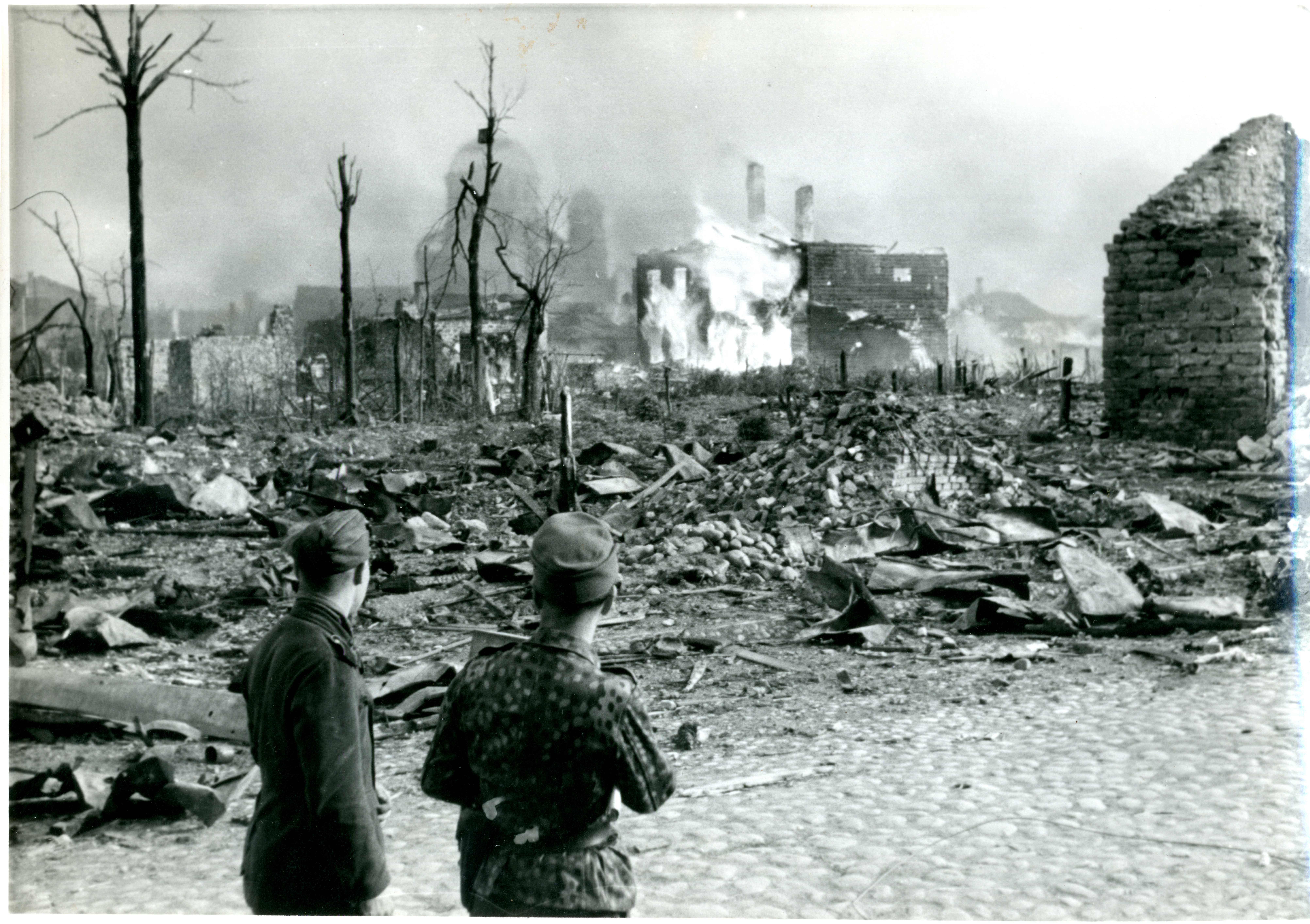
Narva después de los ataques aéreos y de artillería, 1944

La fuerza aérea soviética llevó a cabo un ataque aéreo, arrasando la ciudad histórica de Narva el 6 de marzo. Un fuerte ataque aéreo y de artillería de 100 000 proyectiles y granadas contra los destacamentos alemanes Nordland y Nederland en Ivángorod preparó el camino para el ataque de la 30.º División de Fusileros de la Guardia el 8 de marzo. Se llevaron a cabo batallas campales simultáneas al norte de la ciudad, donde el 14.° Cuerpo de Fusileros, apoyado por la artillería del 8.° Cuerpo de Fusileros de Estonia, intentó restablecer una cabeza de puente. Los regimientos de la División SS de Estonia rechazaron los ataques, causando graves pérdidas a los soviéticos.
El ataque de tanques soviéticos en la estación de Auvere fue detenido por un escuadrón del 502.º Batallón de Tanques Pesados el 17 de marzo. La ofensiva que siguió continuó durante otra semana hasta que las fuerzas soviéticas decidieron detener la ofensiva y ocupar posiciones defensivas debido a las fuertes bajas que habían sufrido. Esto permitió que Destacamento del Ejército Narvá tomara la iniciativa.

### La ofensiva de Strachwitz
El grupo de batalla («kampfgruppe» en terminología alemana) de Strachwitz aniquiló la cuña de tropas de choque del 8.º Ejército soviético en el extremo occidental de la cabeza de puente de Krivasoo el 26 de marzo. El grupo de batalla alemán destruyó el extremo este de la cabeza de puente el 6 de abril. El Generalmajor Hyacinth Graf Strachwitz von Groß-Zauche und Camminetz, inspirado por el éxito, trató de eliminar toda la cabeza de puente pero no pudo continuar debido al deshielo primaveral que había dejado el pantano intransitable para los tanques Tiger I. A finales de abril, las partes habían agotado mutuamente sus fuerzas. Relativa calma se asentó en el frente hasta finales de julio de 1944.

### Los soviéticos capturan Narva

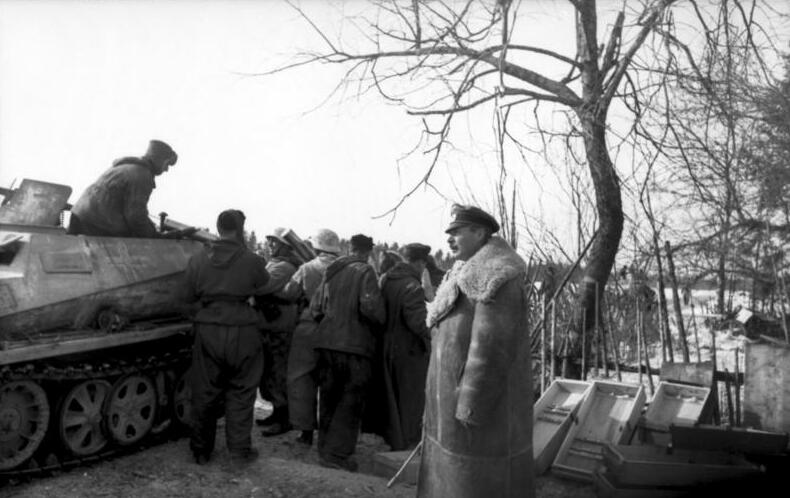
El general Hyazinth Count von Strachwitz, frente a un vehículo ligero de combate de infantería (Sd.Kfz. 205), durante los duros combates en Narva

El avance soviético en Bielorrusia y la Ofensiva de Karelia obligaron al Grupo de Ejércitos Norte a retirar una gran parte de sus tropas de Narva a la parte central del Frente Oriental y a Finlandia. Como no había fuerzas suficientes para la defensa de la antigua línea del frente en Narva en julio, el destacamento del ejército alemán comenzó los preparativos para retirarse a la línea de defensa de Tannenberg en las colinas de Sinimäed, a apenas 16 kilómetros de Narva. Los comandantes del Frente de Leningrado desconocían los preparativos; por lo que diseñaron una nueva ofensiva de Narva. Las tropas de choque procedentes del frente finlandés se concentraron cerca de la ciudad, lo que dio al Frente de Leningrado una superioridad de 4 a 1 tanto en efectivos como en equipo. Antes de que las fuerzas alemanas hubieran implementado su plan, el 8.º Ejército soviético lanzó su ofensiva; que llevó a la batalla de Auvere. El I. Batallón del 1.er Regimiento de Infantería de Estonia y el 44.º rechazaron el ataque, infligiendo grandes pérdidas al 8.º Ejército. Los destacamentos "Nordland" y "Nederland" en Ivángorod abandonaron sus posiciones en silencio durante la noche anterior al 25 de julio. La evacuación se llevó a cabo de acuerdo con los planes alemanes hasta que el 2.º Ejército de Choque reanudó la ofensiva por la mañana. Con el apoyo de 280 000 proyectiles y granadas de 1360 cañones de asalto, el ejército cruzó el río al norte de la ciudad. El II Batallón del 1.er Regimiento de Estonia impidió que el Ejército de Choque soviético capturara la carretera detrás de las tropas en retirada. La operación defensiva condujo a la destrucción del 48.º Regimiento de Panzergrenadier Voluntarios de las SS "General Seyffardt" debido a errores tácticos. Las fuerzas soviéticas capturaron Narva el 26 de julio.

### La batalla de la Línea Tannenberg

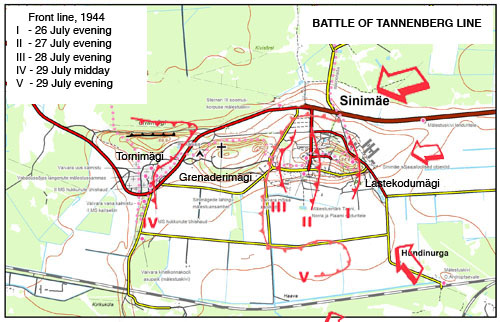
Batalla de la Línea de Tannenberg entre el 26 y el 29 de julio de 1944

Las vanguardias de las 201.º y 256.º Divisiones de Fusileros soviéticas atacaron la Línea Tannenberg y capturaron parte de la colina de Orphanage, la más oriental del área. La Compañía Antitanques del 24.º Regimiento Panzergrenadier SS "Danmark" recuperó la colina la noche siguiente. El III Cuerpo Panzer SS (germánico) rechazó los intentos soviéticos posteriores de capturar las colinas con tanques al día siguiente. El 11.º Batallón de Reconocimiento de las SS y el I. Batallón del 47.º Regimiento de Granaderos Waffen (3.º estonio) lanzaron un contraataque durante la noche anterior al 28 de julio. El asalto fracasó principalmente debiso al intenso fuego de los tanques soviéticos que destruyó el batallón de Estonia. En una batalla campal que se prolongó hasta el día siguiente sin interrupción de los combates, los dos ejércitos soviéticos forzaron al Destacamento Narva a adoptar nuevas posiciones en la Colina de Granaderos.

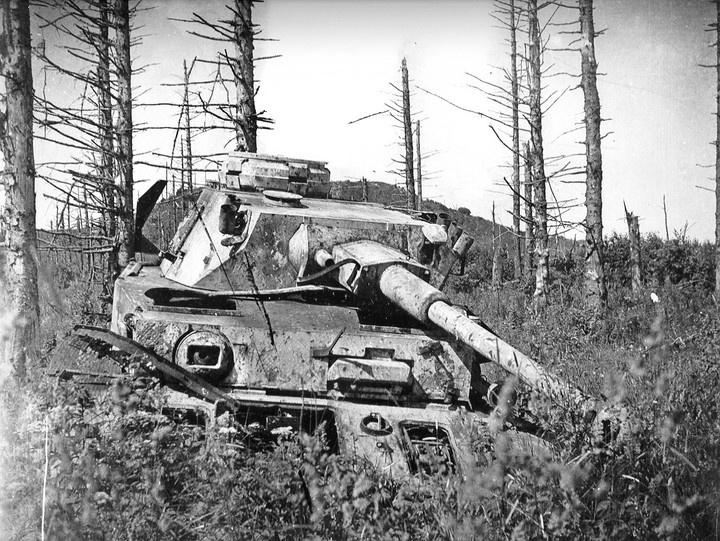
Un tanque alemán Panzer IV destruido durante la batalla de la Línea de Tannenberg

El clímax de la batalla de la línea Tannenberg fue el ataque soviético del 29 de julio. Las unidades de choque destruyeron la resistencia alemana en la Colina Orphanage, mientras que las principales fuerzas soviéticas sufrieron numerosas bajas en el asalto posterior a la Colina de los Granaderos. Los tanques soviéticos los rodearon y atacaron la Colina de la Torre, el punto más occidental del sistema defensivo alemán. Steiner, el comandante del III Cuerpo Panzer de las SS, envió los siete tanques restantes, que golpearon a los sorprendidos blindados soviéticos y los obligaron a retroceder. Esto permitió que un grupo de batalla improvisado dirigido por el Hauptsturmführer Paul Maitla lanzara un contraataque que recuperó la Colina de los Granaderos. De los 136 830 soviéticos que iniciaron la ofensiva el 25 de julio, unos pocos miles estaban en condiciones de combatir el 1 de agosto. Los regimientos de tanques soviéticos habían sido diezmados.
Con rápidos refuerzos, los dos ejércitos soviéticos continuaron sus ataques. El Stavka exigió la destrucción del Destacamento Narva y la captura de Rakvere antes del 7 de agosto. El 2.° Ejército de Choque volvió a tener 20 000 soldados el 2 de agosto, mientras que numerosos intentos con tácticas sin cambios no lograron romper las sólidas defensas alemanas. Leonid Govorov, el comandante del Frente de Leningrado puso fin a la ofensiva el 10 de agosto.

## Bajas
Durante la era soviética, los soviéticos no dieron a conocer las pérdidas en la batalla de Narva. En los últimos años, varios autores rusos han publicado algunas cifras, pero no del curso completo de las batallas. El número de bajas soviéticas solo puede estimarse indirectamente.
El Destacamento del Ejército Narva tuvo unas bajas estimadas de 23 963 muertos, heridos y desaparecidos en acción en febrero de 1944. Durante los meses siguientes hasta el 30 de julio de 1944, se perdieron 34 159 efectivos alemanes adicionales, 5748 de ellos muertos y 1179 desaparecidos en acción. El total de bajas alemanas durante la fase inicial de la campaña fue de aproximadamente 58 000 hombres, 12 000 de ellos muertos o desaparecidos en combate. Del 24 de julio al 10 de agosto de 1944, las fuerzas alemanas enterraron a 1709 hombres en Estonia. Sumando las tropas desaparecidas en acción, el número de muertos en el período se estima en 2500. Teniendo en cuenta la proporción estándar de 1/4 de los heridos como pérdidas irrecuperables, el número de bajas alemanas en el último período de la batalla fue de aproximadamente 10 000. El total de bajas alemanas durante la Batalla de Narva se estima en 14 000 muertos o desaparecidos y 54 000 heridos o enfermos.

## Consecuencias

### Ofensiva soviética del Báltico
El 1 de septiembre, Finlandia anunció el cese de la cooperación militar con Alemania para firmar un armisticio con la Unión Soviética. El 4 de septiembre, Finlandia abrió el acceso de los soviéticos a las aguas finlandesas. Con la ofensiva soviética en Riga amenazando con completar su cerco, el Grupo de Ejércitos Norte comenzó los preparativos para la retirada de las tropas de Estonia en una operación con el nombre en código Operación Aster. Los posibles corredores de transporte se prepararon minuciosamente utilizando mapas del cuartel general. El 17 de septiembre de 1944, una fuerza naval al mando del vicealmirante Theodor Burchardi comenzó a evacuar elementos de las formaciones alemanas y civiles estonios. En seis días, se habían retirado alrededor de 50 000 soldados y 1000 prisioneros. Se ordenó a los elementos del 18.º Ejército en Estonia que se retiraran a Letonia.
Los Primer, Segundo Y Tercer Frentes Bálticos lanzaron la Ofensiva Báltica el 14 de septiembre. La operación tenía como objetivo aislar al Grupo de Ejércitos Norte en Estonia. Después de muchas discusiones, Adolf Hitler finalmente accedió a permitir la evacuación total de las tropas alemanas en la parte continental de Estonia. El 2.º Ejército de Choque lanzó su Ofensiva de Tallin el 17 de septiembre desde el frente del río Emajõgi en el sur de Estonia. A la medianoche del 18 de septiembre, el Destacamento del Ejército Narva abandonó sus posiciones en la Línea Tannenberg. El reconocimiento del 8.º Ejército informó de la evacuación cinco horas después de que se completara y los soviéticos comenzaron a perseguir a las tropas alemanas en retirada hacia los puertos de Estonia y la frontera con Letonia. El III Cuerpo Panzer de las SS llegó a Pärnu el 20 de septiembre, mientras que el II Cuerpo de las SS se retiró hacia el sur para formar la retaguardia del 18.º Ejército. Los ejércitos soviéticos avanzaron para tomar Tallin el 22 de septiembre. Los alemanes habían demolido el puerto de Haapsalu el 24 de septiembre. El Cuerpo Panzer alemán evacuó la isla de Vormsi frente a la costa al día siguiente, completando con éxito la evacuación de Estonia continental con solo bajas menores. El 8.º Ejército soviética pasó a ocupar el archipiélago Moonsund en Estonia Occidental gracias a la Operación de Desembarco de Moonsund. La subsiguiente Ofensiva del Báltico resultó en la expulsión de las fuerzas alemanas de Estonia, gran parte de Letonia y Lituania.
Durante la retirada de Estonia, el comando alemán liberó del servicio militar a miles de reclutas estonios nativos. El comando soviético comenzó a reclutar nativos bálticos cuando las áreas quedaron bajo control soviético.
Las líneas terrestres de comunicación del Grupo de Ejércitos Norte se cortaron permanentemente del Grupo de Ejércitos Centro y se vieron obligados a replegarse a la Bolsa de Curlandia, un área ocupada de la costa del Báltico en Letonia. El 25 de enero, Adolf Hitler cambió el nombre del Grupo de Ejércitos Norte a Grupo de Ejércitos Curlandia, con lo que implícitamente aceptaba que no había posibilidad de restaurar un nuevo corredor terrestre entre las tropas cercadas en Curlandia y Prusia Oriental. El Ejército Rojo comenzó el cerco y la reducción de la bolsa, lo que permitió a los soviéticos concentrarse en las operaciones en Prusia Oriental. El Grupo de Ejércitos Curlandia aún suponía una posible amenaza para las tropas soviéticas que combatían en el norte de Alemania y en Polonia. Las operaciones del Ejército Rojo contra la bolsa continuaron hasta su rendición final el 9 de mayo de 1945, cuando cerca de 200 000 alemanes fueron hechos prisioneros allí.

### Consecuencias para Finlandia
La prolongada defensa alemana durante la Batalla de Narva negó a los soviéticos el uso de Estonia como base para invasiones anfibias y ataques aéreos contra Helsinki y otras ciudades finlandesas. Las esperanzas de la Stavka de asaltar Finlandia desde Estonia y obligarla a capitular se vieron frustradas. El principal líder del Ejército finlandés, el mariscal Carl Gustav Emil Mannerheim, recordó repetidamente a la parte alemana que, en caso de que sus tropas en Estonia se retiraran, Finlandia se vería obligada a solicitar la paz incluso en términos extremadamente desfavorables. Así, la prolongada Batalla de Narva ayudó a Finlandia a evitar una ocupación soviética, mantuvo su capacidad de resistencia y les permitió entrar en negociaciones para el Armisticio de Moscú.

### Intentos de restaurar un gobierno independiente en Estonia
La prolongada defensa alemana impidió un rápido avance soviético en Estonia y le dio al Comité Nacional clandestino de la República de Estonia tiempo suficiente para intentar restablecer la independencia de Estonia. El 1 de agosto de 1944, el comité nacional se autoproclamó la máxima autoridad de Estonia y el 18 de septiembre de 1944, el jefe de Estado interino Uluots nombró un nuevo gobierno encabezado por Otto Tief. Por radio y en inglés, el gobierno declaró su neutralidad en la guerra. El gobierno publicó dos ediciones del Riigi Teataja (Boletín Oficial) pero no tuvo tiempo de distribuirlas. El 21 de septiembre, las fuerzas nacionales tomaron los edificios gubernamentales en Toompea (Tallin), y pidieron a las fuerzas alemanas en retirada que se fueran.

### Evacuaciones
El retraso del avance soviético permitió que más de 25 000 estonios y 3700 suecos huyeran a la Suecia neutral y 6000 estonios a Finlandia. Miles de refugiados murieron en botes y barcos hundidos en el Mar Báltico. En septiembre, 90 000 soldados y 85 000 refugiados estonios, finlandeses y alemanes y prisioneros de guerra soviéticos fueron evacuados a Alemania. El único costo alemán de esta evacuación fue la pérdida de un barco de vapor. Siguieron más evacuaciones navales alemanas desde los puertos de Estonia, donde hasta 1200 personas se ahogaron en ataques soviéticos.